# Ctenus hygrophilus
Ctenus hygrophilus là một loài nhện trong họ Ctenidae.
Loài này thuộc chi Ctenus. Ctenus hygrophilus được Pierre L. G. Benoit miêu tả năm 1977.